# Steven Esterkamp
Steven Michael Esterkamp (* 8. Januar 1981 in Cincinnati, Ohio) ist ein US-amerikanischer Basketballtrainer und ehemaliger -spieler.
Nach dem Studium in seinem Heimatland begann Esterkamp eine Karriere als Profi 2003 in Österreich, bevor er kurz darauf in die 2. Basketball-Bundesliga nach Deutschland wechselte. Hier stieg er mit den Paderborn Baskets 2006 in die höchste Spielklasse Basketball-Bundesliga auf. 2011 bekam er einen Vertrag bei Ratiopharm Ulm, mit dem er 2012 deutscher Vizemeister wurde und 2013 das Viertelfinale im Eurocup erreichte. In der Bundesliga-Saison 2013/14 spielt er nach einem Kurzengagement beim Aufsteiger SC Rasta Vechta für die s.Oliver Baskets aus Würzburg. Sein älterer Bruder Dave war ebenfalls professioneller Basketballspieler und gewann in Österreich sowie der Schweiz, wo er acht Jahre für Fribourg Olympic spielte, je zwei Meisterschaften.

## Karriere

### Spieler
Steven Esterkamp war Student an der Ohio University, wo er für die Bobcats in der Mid-American Conference der NCAA spielte. Nach dem Ende seines Studiums unterschrieb Esterkamp 2003 einen Vertrag beim österreichischen Pokalsieger Allianz Swans aus Gmunden in der A-Liga, in der bereits sein Bruder Dave in einer anderen Mannschaft spielte. Nachdem es zu keiner langfristigen Verpflichtung gekommen war, ging er kurz nach Saisonbeginn nach Deutschland in die 2. Basketball-Bundesliga Gruppe Nord zur SG Braunschweig, der Reservemannschaft des Erstligisten BS Energy. Anschließend wechselte er zur Zweitligasaison 2004/05 zum ambitionierteren Ligakonkurrenten Paderborn Baskets, der auch den Zweitliga-Topscorer Tim Black verpflichtete. Abgesehen von einer Niederlage am 10. Spieltag gegen den selbsterklärten Aufstiegsfavoriten Eisbären Bremerhaven gewann man alle Saisonspiele, musste aber wegen des schlechteren direkten Vergleichs den Bremerhavenern beim Aufstieg den Vortritt lassen. In der Zweitligasaison 2005/06 gewann man alle Spiele und erreichte mit dem 50. Sieg in Serie den Aufstieg in die höchste deutsche Spielklasse.
Die Paderborner mit Esterkamp setzten sich in den folgenden beiden Spielzeiten in der Liga fest und erreichten trotz des Abschieds von Tim Black, der in der Bundesliga-Saison 2007/08 bester Korbschütze der ersten Liga wurde, schließlich in der Bundesliga-Saison 2008/09 erstmals die Play-offs um die deutsche Meisterschaft, in denen man in der ersten Runde knapp in fünf Spielen gegen Titelverteidiger Alba Berlin ausschied. Nach vermeintlichen Sponsorenzusagen hatten sich die Paderborner jedoch finanziell übernommen und standen kurz vor einer Insolvenz. Der langjährige Trainer Doug Spradley wechselte zum Ligakonkurrenten Eisbären Bremerhaven, der nur durch den Erwerb einer „Wild Card“ die Klasse gehalten hatte, und holte Esterkamp ebenfalls nach Bremerhaven. Bei diesem Verein kam Esterkamp nach einer langwierigen Verletzung zu Beginn der Bundesliga-Spielzeit 2009/10 nicht in Tritt. Nachdem er zu Beginn der Bundesliga-Saison 2010/11 kaum Einsatzzeit bekommen hatte, wurde der Vertrag gelöst und Esterkamp wechselte in die nunmehr ProA genannte zweite deutsche Liga zurück, wo er mit den ETB Wohnbau Baskets in Essen noch den Klassenerhalt in der ProA-Saison 2010/11 erreichte. Anschließend bekam Esterkamp zur Bundesliga-Saison 2011/12 wieder einen Vertrag in der höchsten deutschen Spielklasse.
Mit Ratiopharm Ulm überraschte Esterkamp in der Saison 2011/12, man zog in die Play-off-Finalserie ein, in der man jedoch dem Titelverteidiger Brose Baskets aus Bamberg unterlag. Nach der Vizemeisterschaft 2012 erreichte man im europäischen Vereinswettbewerb Eurocup 2012/13 die K.-o.-Spiele im Viertelfinale, in denen man jedoch dem späteren Finalisten Bilbao Basket unterlag. In der deutschen Meisterschaft unterlag man diesmal knapp im Play-off-Halbfinale den EWE Baskets Oldenburg. Nachdem sich Esterkamp vergeblich um einen Erhalt der deutschen Staatsangehörigkeit unter Beibehaltung seiner US-amerikanischen Staatsbürgerschaft bemüht hatte, wurde der Vertrag mit dem Mannschaftskapitän nach dem Ende der Spielzeit 2012/13 beendet. In der neuen Bundesliga-Spielzeit 2013/14 bekam Esterkamp schließlich Mitte Oktober 2013 einen Probevertrag beim Erstliga-Aufsteiger SC Rasta Vechta. Dieser entschloss sich jedoch, den Vertrag mit dem erfahrenen Spieler nach einem Monat am 18. November 2013 zu beenden. Am 27. Dezember 2013 gaben die s.Oliver Baskets aus Würzburg bekannt, Esterkamp für sechs Wochen zu verpflichten, wobei der Vertrag nach Ende der Laufzeit nicht verlängert wurde.

### Trainer
Im Juli 2014 wurde Esterkamp Co-Trainer der Oettinger Rockets Gotha aus der 2. Bundesliga ProA. Am 31. Januar 2017 wurden er und Cheftrainer Chris Ensminger entlassen.
Im Sommer 2017 trat er bei den Herzögen Wolfenbüttel in der 2. Bundesliga ProB seine erste Stelle als Cheftrainer an. In der Saison 2017/18 erreichte Wolfenbüttel unter seiner Leitung das ProB-Viertelfinale, 2018/19 verpasste Esterkamp mit den Niedersachsen den Klassenerhalt in der ProB. In der Sommerpause 2019 wechselte er zu den Paderborn Baskets (2. Bundesliga ProA) und damit an eine alte Wirkungsstätte. Er übernahm dort das Traineramt. Er stand mit seiner Mannschaft in der Saison 2019/20 auf dem sechsten Platz, als der Spielbetrieb wegen der Ausbreitung von COVID-19 abgebrochen wurde. Esterkamp kam bei der Kür zum besten ProA-Trainer der Saison in die Vorauswahl, sein Spielmacher Kendale McCullum wurde als bester Zweitligaspieler der Saison ausgezeichnet. In der Saison 2021/22 erreichte Paderborn unter Esterkamp das Viertelfinale, in dem man knapp gegen Jena ausschied. 2024 stieg Esterkamp mit der Mannschaft aus der zweithöchsten deutschen Spielklasse ab. Er verließ hernach den Verein.
Im Mai 2024 wurde Esterkamp als neuer Trainer des Zweitligisten Eisbären Bremerhaven vermeldet.